# 保罗·巴里松
保罗·巴里松（義大利語：Paolo Barison，1936年6月23日—1979年4月17日），意大利男子足球运动员，场上位置是前锋。他曾代表意大利国家队参加1966年国际足联世界杯，结果获得第九名。

## 俱乐部生涯
在俱乐部生涯中，巴里松曾效力于威尼斯、热那亚、AC米兰、桑普多利亚、罗马以及那不勒斯。1957年9月8日，他在热那亚对阵那不勒斯的意甲首秀中客场0-4告负。作为AC米兰1962-63赛季欧洲冠军杯夺冠的关键人物，他在该届赛事中攻入6球，但决赛时主教练选择让吉诺·皮瓦泰利首发而将他移出阵容。

## 国家队生涯
在国际赛场上，巴里松于1958至1966年间代表意大利国家足球队出场9次并攻入6球。1959年2月28日，他在对阵西班牙的友谊赛中完成国家队首秀（主场1-1战平），并随队参加了1966年英格兰世界杯。在该届世界杯首战2-0战胜智利的比赛中，他先是助攻桑德罗·马佐拉首开纪录，随后在比赛尾声亲自破门。但意大利队在最后一场小组赛0-1爆冷不敌朝鲜，最终止步小组赛阶段。

## 荣誉

### 米兰[7]
- 意甲冠军：1961-62
- 欧洲冠军杯冠军：1962-63

## 逝世
巴里松于1979年4月17日因车祸不幸离世。事发时，都灵足球俱乐部冠军教头路易吉·拉迪切驾驶的菲亚特130轿车在A10高速公路行驶时，被一辆失控的汽车运输车撞击后甩向护栏。同车的拉迪切虽身受重伤，但42岁的巴里松未能生还，不久后在安多拉医院宣告死亡。